# Philipp Hälg
Philipp Hälg, né le 3 novembre 1991 à Vaduz, est un fondeur liechtensteinois.

## Biographie
Il prend part aux compétitions de la FIS à partir de fin 2007, puis au Festival olympique de la jeunesse européenne en 2009 et les Championnats du monde junior en 2010. Il gagne sa première compétition junior officielle aussi en 2010.
En fin d'année 2011, il est appelé en Coupe du monde, faisant ses débuts à Davos. Après deux participations aux Championnats du monde U-23, il obtient sa première sélection pour les Championnats du monde sénior, en 2013 à Val di Fiemme.
Ensuite, Hälg prend part aux Jeux olympiques d'hiver de 2014 à Sotchi, terminant 42e du skiathlon et 27e du quinze kilomètres classique. Il est alors choisi comme sportif masculin de l'année dans son pays.
Lors de la saison 2015-2016, elle court de manière plus régulière en Coupe du monde, profitant du Tour de ski pour marquer ses premiers points avec une 28e place à Oberstdorf sur le quinze kilomètres classique (mass-start). Il monte plus tard dans l'hiver sur son premier et seul podium en Coupe OPA à Arber.
Il dispute aussi les Championnats du monde 2017 à Lahti, où il prend la 30e place au quinze kilomètres, avant de prendre sa retraite sportive à l'issue de cet hiver.

## Palmarès

### Jeux olympiques
| Épreuve / Édition | Sprint | Sprint                           | 15 km                            | 15 km     | Skiathlon 2 × 15 km | 50 km | Relais | Relais    |
| Épreuve / Édition | libre  | classique                        | libre                            | classique | Skiathlon 2 × 15 km | 50 km | Sprint | 4 × 10 km |
| JO 2014 Sotchi    | -      | Épreuve inexistante à cette date | Épreuve inexistante à cette date | 27e       | 42e                 | -     | -      | —         |

Légende :
- : pas d'épreuve
- — : Non disputée par Hälg

### Championnats du monde
| Épreuve / Édition   | Sprint                           | Sprint                           | 15 km                            | 15 km                            | Skiathlon 2 × 15 km | 50 km | Relais | Relais    |
| Épreuve / Édition   | libre                            | classique                        | libre                            | classique                        | Skiathlon 2 × 15 km | 50 km | Sprint | 4 × 10 km |
| Mondiaux 2013 Lahti | Épreuve inexistante à cette date | -                                | 41e                              | Épreuve inexistante à cette date | 56e                 | -     | -      | —         |
| Mondiaux 2017 Lahti | -                                | Épreuve inexistante à cette date | Épreuve inexistante à cette date | 29e                              | 34e                 | -     | -      | —         |

Légende :
- : pas d'épreuve
- — : non disputée par Hälg

### Coupe du monde
- Meilleur classement général : 140e en 2016.
- Meilleur résultat individuel : 28e.

#### Classements par saison
| Saison    | Classement général final | Classement distance |
| 2015-2016 | 142e                     | 90e                 |

### Coupe OPA
- 1 podium.